# Quatre Hommes aux poings nus
Pour plus de détails, voir Fiche technique et Distribution.
Quatre Hommes aux poings nus est un film franco-italo-colombien réalisé en 1968 par Robert Topart et sorti en 1970.

## Synopsis
Un bateau de pêche à l'abandon dans la mer des Antilles est pris en charge par quatre membres de l'équipage d'un navire qui espèrent tirer profit de la cargaison. Ils ignorent toutefois que les filets ne contiennent pas seulement des poissons.

## Fiche technique
- Titre : Quatre Hommes aux poings nus
- Réalisation : Robert Topart
- Scénario : Sergio Bergonzelli, Jean Clouzot et Robert Topart
- Photographie : Gérard Brisseau
- Musique : Armand Migiani
- Montage : Gilbert Natot
- Production : Films Epoca 67 - Stephan Films - Cinelat
- Productrice déléguée : Véra Belmont
- Pays d'origine :  France -  Italie -  Colombie
- Genre : Aventure
- Durée : 98 minutes
- Date de sortie : France - 5 août 1970
- Affiche : Constantin Belinsky (France)

## Distribution
- Jean Gras
- Christian Kerville
- François Leccia
- Luisa Rivelli
- Carlos Muñoz
- Samuel Roldán
- Chela Arias
- Antonella Dogan
- Pierre Richard (homonyme à ne pas confondre avec l'acteur né en 1934)
- Camilo Medina
- Rossella Bergamonti